# Обществен договор
Общественият договор е предимно правно понятие, превърнато в теория на правото през XVII – XVIII век. С идеята, която носи той, се поставя началото на дългия път на модерния конституционализъм към демократичната и правова държава.
Най-известни модерни представители на теорията за обществения договор са Томас Хобс, Джон Лок и Жан-Жак Русо. Независимо от разликите в техните идеи могат да се извлекат две общи за всички тях характеристики. Първо, основополагащата идея за равенството на човешките същества, която е свързана с понятието естествено състояние като опозиция на гражданско общество. Същността на това равенство е в равната свобода, която всеки индивид притежава по природа като естествено състояние. Въпреки различните качества, които се приписват на човешките същества в естественото състояние, класиците на обществения договор единодушно твърдят, че всеки притежава равно количество свобода. Второ, политическото тяло, или държавата, се основава чрез акт на съгласие, дадено от индивидите, които ще бъдат неговите бъдещи членове. Следователно съгласието не е просто договор между управляващи и управлявани – то е самият фундамент на управлението. Основната цел на договорната теория през историческото ѝ развитие е да примири влизащите в очевиден конфликт претенции на свободата и закона. Смята се, че изискванията на управлението могат да бъдат обяснени и оправдани, ако са основани върху съгласието на управляваните; че хората доброволно биха се подчинявали на управление, което сами са създали и на което сами са започнали да се подчиняват. Така доктрината за обществения договор поставя под въпрос традиционните европейски форми на легитимно управление с претенцията си, че справедливо може да бъде единствено управлението, чието начало е положено от самите управлявани. И ако приемем идеята за свободата и равенството на индивидите по природа, то ще трябва да признаем, че управлението може да се учреди само чрез някаква форма на договор, резултат от волеизявлението на хората, бъдещи членове на обществото; това е първият и последен източник за легитимиране на властта и доброволното приемане на подчинение от индивидите, за които се предполага, че са свободни и равни по природа.
На база идеите на софистите Сократ и Епикур, Томас Хобс (1588 – 1679) в „Левиатан“ (1651) приема, че хората съзнателно са приели държавата като форма на организация на обществото за осигуряване собствената си безопасност, частна собственост и лични права. Хобс определя държавата (civitas) като мнозинство от хора, обединени чрез спогодба (договор) в едно лице, за чиито действия носят отговорност те. Отдавайки естественото си право (свободата човек да има право над всичко и да защитава живота и собствеността си с всевъзможни по негово убеждение средства) в полза на държавата, те си осигуряват мир и обща защита. По този начин се отказват от естественото състояние на „войната на всеки срещу всеки“.
Джон Лок (1632 - 1704) определя две основи на човешката общност – общество и политическо тяло. Обществото (системата на управление) според него е първично. То възниква в резултат сключването на различни социални и политически пактове, чрез които хората делегират суверенитет на държавата. Това е единственият начин да се образува политическо тяло, следващо принципа на мнозинството. „Понеже всички хора са по природа свободни, равни и независими, то никой не може да бъде изведен от това състояние и подчинен на политическата власт на друг човек, без да е дал съгласието си за това. Единственият начин, по който някакъв човек може сам да се лиши от естествената си свобода и да приеме ограниченията на гражданското общество, е постигането на споразумение с други хора да се съберат и обединят в общност, за да могат съвместно да живеят удобно, сигурно и мирно, спокойно да ползват собствеността си и за да бъдат по-добре защитени от онези, които не са членове на тази общност. Това може да се направи от всякакъв брой хора, тъй като свободата на останалите не се ограничава и те остават, както и преди, свободни в естественото състояние. Когато по този начин някакъв брой хора се съгласят да създадат една общност или управление, те се сливат и образуват едно политическо тяло, в което мнозинството има право да действа и решава вместо останалите. Когато някакъв брой хора са създали чрез съгласието на всеки от тях общност, те са направили тази общност едно тяло, с власт да действа като едно тяло, което се осъществява единствено чрез волята и решението на мнозинството.“
Жан-Жак Русо (1712 – 1778) в двете си съчинения „Разсъждение върху произхода на неравенството“ (1754) и най-вече в „За обществения договор“ (1762) доразвива теорията за обществения договор, превръщайки я в един от трите постамента на теорията на правото на Френската правна школа в епохата на Просвещението и в навечерието на Френската революция. Русо отправя призив за реконструиране на обществото чрез нов доброволен, всеобщ, еднакъв за всички обществен договор. „Да се намери форма на съдружие, която да защитава и закриля с цялата обща сила личността и имота на всеки член на съдружието и чрез която всеки се обединява с всички, но слуша себе си и остава свободен както преди“. Единствената клауза, която притежава този пакт е „пълното отчуждаване на всеки член на съдружието с всичките му права в полза на цялата общност“. По този начин човек печели равностойността на това, което е загубил.
Общественият договор, принципът на разделение на властите на Шарл Монтескьо и теорията за естествените права с техните граждански свободи се превръщат в „трите кита“, в своеобразна „Света Троица“ на правната теория, формирала съвременната система на правото.
Непосредствено след разработките на френските класици на правото, немската историческа школа, прераствайки в немска правна школа, на основата на философията на правото на Имануел Кант и Георг Вилхелм Фридрих Хегел, разработва в лицето на Роберт фон Мол и концепцията за правова държава с нейното гражданско общество, залегнала в конструкцията на всички модерни държави на континентална и пандектна основа.